# Wspólnota Francuska

Państwa wspólnoty francuskiej

Wspólnota Francuska (fr. Communauté française) – pozostałość po francuskim imperium kolonialnym. Powstała na mocy przepisów Konstytucji V Republiki z 1958 roku i zastąpiła działającą wcześniej Unię Francuską. 
Wspólnota objęła: 
- wszystkie departamenty zamorskie Francji, tzw. DOM (Algieria, Gwadelupa, Gujana Francuska, Reunion i Martynika; w 1962 roku niepodległość uzyskała Algieria)

- terytoria zamorskie Francji, tzw. TOM (np. Nowa Kaledonia, Komory, Polinezja Francuska, Somalia)

- terytoria powiernicze ONZ  administrowane przez Francję (Togo i Kamerun)

- państwa, które w późniejszym czasie uzyskały niepodległość (np. Czad, Gabon, Madagaskar, Mauretania, Senegal, Wybrzeże Kości Słoniowej)

Przepisy statutu Wspólnoty zawarte w Konstytucji z 1958 roku nie weszły w życie, stąd stosunki między V Republiką a państwami wchodzącymi w skład Wspólnoty opierają się na bilateralnych lub multilateralnych umowach międzynarodowych, które w szczególny sposób wiążą byłe francuskie kolonie nie tylko z Francją, ale również z Unią Europejską (traktaty preferencyjno-handlowe z Jaunde, Lome, Kotonu).